# San Giovanni Teatino
San Giovanni Teatino – miejscowość i gmina we Włoszech, w regionie Abruzja, w prowincji Chieti.
Według danych na rok 2004 gminę zamieszkiwało 10 048 osób, 558,2 os./km².